# Megaderma lyra
El falso vampiro del Paraguay (Megaderma lyra) es un murciélago de la superfamilia Rhinophoidea. Su distribución biogeográfica es oriental; concretamente, habita desde el este de Pakistán y Sri Lanka hasta el sudeste de China y norte de la península de Malaca. Suele cobijarse en cuevas, edificios y troncos huecos; su hábitat es semejante al de M. spasma pero con una aridez más marcada. Se sitúa a menos de un metro del nivel del suelo en su búsqueda de alimentos en los hábitats forestales tropicales. Su cuerpo mide 65-95 mm y pesa 40-60 g. Posee un pelaje marrón o plateado; las orejas, de gran tamaño, están conectadas con el rostro y no muestra una cola externa.
Esta especie posee hábitos carnívoros, constando la dieta de insectos, arácnidos y pequeños vertebrados como otros murciélagos, aves, roedores y peces; su captura se realiza mediante ecolocalización y escucha pasiva.
Posee un comportamiento nocturno y social: los grupos suelen contener de 3 a 30 individuos, si bien se han descrito puntualmente colonias de cerca de 2000 individuos en India. La reproducción es de noviembre a enero, dando lugar a una o dos crías en primavera tardía (gestación de 150-160 días). Las hembras no suelen mezclarse con los machos antes del parto; por lo demás, las colonias son mixtas.